# 胡植
胡植（1508年—？），字立之，號象岡，江西南昌府南昌縣人，民籍，明朝政治人物。

## 生平
嘉靖十年（1531年）辛卯科江西鄉試第六十九名舉人。嘉靖十四年（1535年）中式乙未科會試第二百十九名，登第三甲第一百七十八名進士。授中書舍人，十八年十一月選授雲南道試監察御史，十九年十月實授，二十一年两淮巡鹽，二十四年巡按順天等府，二十五年巡按宣大，七月提調南直隸學校。復除湖廣道御史，二十九年十一月升大理寺右寺丞，三十一年正月轉左寺丞，七月升右少卿，三十三年九月升左少卿，升總理河道右僉都御史，丁憂歸。服闋，三十九年十月仍總理河道，四十年四月回院协理，五月除總督漕運右副都御史兼提督軍務巡撫鳳陽等處，尋以科道纠劾，調南京衙门用，六月任南京光禄寺卿，以嚴嵩之黨，四十二年三月以考察拾遺致仕。

## 家族
曾祖胡紳；祖父胡鎡；父胡源，母張氏。慈侍下。弟柄、榜、栻。